# Comarca do Morraço
O Morraço (Morrazo em galego) é uma península situada na costa da província de Pontevedra no litoral da Galiza. Configura-se também como uma comarca, totalizando 140,7 km², separando as rias de Pontevedra e Vigo.
O relevo da península do Morrazo é predominantemente formado por terras baixas, com pequenas elevações na áreas internas, com o Faro de Domaio destacando-se a 622 metros acima do nível do mar. O grande atrativo natural do Morrazo são suas praias.
A comarca é formada por quatro concelhos (municípios):
- Bueu: 30,8 km² - 12.483 habitantes (cinco paróquias)
- Cangas: 38,1 km² - 24.643 habitantes (cinco paróquias)
- Marín (Espanha): 36,7 km² - 25.706 habitantes (sete paróquias)
- Moaña: 35,1 km² - 18.396 habitantes (seis paróquias)
  - Total: 140,7 km² - 81.228 habitantes (23 paróquias)

O Morrazo integra-se economicamente nos espaço da capital da província, Pontevedra, e também naquela da maior cidade galega, Vigo. Cangas e Moaña são ligadas por barcos, numa travessia de cerca de quinze minutos, a Vigo. Marín está intimamente ligada a Pontevedra por sua proximidade.